# 花澤佳代
花澤 佳代（はなざわ かよ、1964年 - ）は、日本の社会福祉学者。新潟青陵大学福祉心理子ども学部准教授。カウンセラー。専門は、精神保健福祉、医療福祉等。新潟県出身。

## 経歴

### 学歴
- 1987年（昭和62年） - 道都大学社会福祉学部社会福祉学科卒業、社会学士
- 1995年（平成7年） - 淑徳大学大学院社会福祉学研究科修士課程修了、修士（社会福祉学）

### 職歴
精神障害者・共同作業所耕房“輝”所長などを経て、1998年道都大学社会福祉学部へ専任講師として任用される。2003年からは北海道医療大学看護福祉学部へ所属し、専任講師を経て現職。同大へ籍を置きながら札幌学院大学、藤女子大学（精神保健福祉論II・III）、北翔大学非常勤講師、YMCA福祉専門学校講師などを務める。
- 1998年（平成10年） - 道都大学社会福祉学部社会福祉学科専任講師
- 2003年（平成15年） - 北海道医療大学看護福祉学部臨床福祉学科専任講師
- 2006年（平成18年） - 北海道医療大学看護福祉学部臨床福祉学科助教授
- 2007年（平成19年） - 北海道医療大学看護福祉学部臨床福祉学科准教授
- 2010年（平成22年） - 新潟青陵大学看護福祉心理学部福祉心理学科准教授
- 2015年（平成27年） - 新潟青陵大学福祉心理学部社会福祉学科准教授

## 専門（研究・活動内容等）

### 研究分野
- 社会福祉学
- 精神保健福祉

### 研究テーマ
- 精神科ソーシャルワーカーの専門性の意識と実状に関する調査、PSW業務と専門性を考える。
- スクールソーシャルワーカーの歴史と現状

## 所属学会
- 北海道精神保健福祉士協会（事務局長）
- 日本社会福祉学会
- 日本臨床心理学会

## 学外活動

### 委員・役員
- 日本社会福祉士協会倫理綱領委員会委員

## 著書
- 『よくわかる精神保健福祉』（共著）（2004年7月:ミネルヴァ書房） ―ISBN 4623040151
- 『精神保健入門 第2版』（共著）（2005年6月:八千代出版） ―ISBN 4842913673